# 武藤敬司
武藤敬司（日语：／ Mutō Keiji，1962年12月23日—）出生於山梨縣富士吉田市，是日本的重量級職業摔角選手。身高188公分，體重110公斤。1984年10月5日於安東尼奧·豬木率領的新日本職業摔角團體中出道，表現優異，而與同期入門的蝶野正洋、橋本真也組成「鬪魂三槍士」，在職業摔角的新時代中風靡一時。另外還有「Great Muta」（愚零鬪武多）與「黑師無雙」兩種角色。原WRESTLE-1職業摔角公司的董事長，現爲「武藤塾」塾長。曾被摔角界及摔角迷譽之為被稱之為「日本摔角界的至寶」、「天才」、「GENIUS」、「職業摔角大師」等，自稱「超越天才的魔術師」（Cross Wizard）。已於2023年引退。
1992年與女藝人蘆田久惠結婚。育有一子一女。

## 經歷

### 出道
武藤敬司從國中時期就開始練柔道，曾獲得日本全國次重量級比賽的第三名。東北柔道專門學校畢業後進入接骨院擔任實習生，之後在學長的介紹之下於1984年進入新日本職業摔角團體。1984年10月5日在埼玉縣越谷市體育館擊敗蝶野正洋贏得出道戰的勝利。1985年11月被公司派到美國做「海外修行」，以Ninja（忍者）為擂臺名參加過一些比賽。1986年10月回到日本後，則以Space Lone Wolf（星際孤狼）為擂臺名，但是後來因為不受歡迎而放棄。1987年2月與越中詩郎搭檔擊敗前田日明與高田延彥取得第4屆IWGP雙打冠軍頭銜。取得冠軍後沒多久，即因使用「月面水爆」技過度而導致膝蓋必需開刀。
1988年1月手術後沒休養多久的武藤又決定前往波多黎各，以Super Black Ninja（超級黑忍者）為擂臺名參加當地WWC團體的比賽，同年3月取得WWC電視冠軍腰帶，4月取得WWC最高榮譽「WWC波多黎各冠軍」。
1988年7月27日回到日本，在成田機場與同樣由海外歸國的蝶野正洋與橋本真也會合，新日本公司不但舉辦盛大的記者會，還正式宣布組合三人為「鬪魂三勇士」，並立刻於7月29日舉辦「鬪魂三勇士出道戰」，希望他們能繼承豬木的「鬪魂」精神，提振當時因長州力退團而低迷不振的新日本的士氣。
「鬪魂三勇士出道戰」後，武藤再度前往美國德州達拉斯市，參加當地WCWA的比賽。後來被WCW挖角，於1989年1月以反派角色「花面大帝」的兒子Great Muta的角色參賽，開始受到矚目，在美國職業摔角界也成為知名人物。

### 邁入巔峰時代
1990年返回日本，隨即於4月27日與蝶野正洋搭檔，擊敗馬沙齊藤與橋本真也取得第12屆IWGP雙打王座。後來武藤即一直以本名在擂臺上比賽；白色T恤、橘色緊身褲、橘色護膝、白色擂臺鞋的造型在當時日本的摔角界是一大創舉，加上戰績輝煌，因此受到摔角迷的喜愛，且開始希望他能使用Muta的角色出賽。1990年9月，應廣大摔角迷的要求，他在大阪府立體育館首度以MUTA的角色在日本亮相。自此之後，武藤的本尊與分身兩種角色即交替地在擂臺上出現。甚至於1992年8月16日，MUTA這個分身還比本尊更早取得IWGP重量級王座腰帶。
1991年新日本首次舉辦的夏日祭典「G1 CLIMAX」系列賽，分別由武藤與蝶野打入決賽，最後在蝶野的劍山反擊致使武藤的月面水爆自爆後，讓蝶野拿下了首次G1 CLIMAX的冠軍霸主，但從此被通稱為『第二世代選手』的橋本真也、蝶野正洋、武藤敬司開始逐漸主導著新日本輝煌的舞台。
1992年被當成『偶像選手』的武藤敬司傳出婚訊導致Fans開始流失，其中又因經常使出招牌技巧『月面水爆』導致膝蓋再度惡化，因此萌生引退的念頭，之後在長州力等前輩的勸導下才又逐漸回歸擂台，並專注於『武藤&MUTA』這兩種身分的變化來重新吸引部份流失的粉絲，當時的豬木也曾給予這樣的評價：『如果武藤能扮演好武藤與MUTA這兩種完全不同風格的選手，並將這兩者的差距越拉越大的話，將來的武藤會是個不得了的大人物』。
1995年在橋本拿下新日本至寶IWGP腰帶，並已創記錄達成9次防衛的同時，同為『鬥魂三勇士』的武藤敬司出場挑戰已是眾所矚目的一戰，最後在武藤的月面水爆下終將稱為「破壞王」的橋本真也擊沉，取得武藤在新日本第一次的最高榮耀「IWGP重量級冠軍」腰帶。
同年夏天，新日本的第5回夏日祭典「G1 CLIMAX 1995」系列賽開賽，武藤以IWGP重量級冠軍王者身分參賽，最後又分別與橋本打入決賽，更破天荒的再度擊敗橋本，打破5年來新日本『IWGP王者無法取得G1冠軍』的魔咒。雙冠王頭銜加身的武藤，開始邁入了他個人的巔峰時期。
同年9月，當時在格鬥技界名聲響亮的「UWF國際」參戰新日本，進行話題性十足的『跨團體交流對戰』。10月9日「UWF國際對新日本」的這一場團體對抗，在東京巨蛋達到了最高潮，當天更破了東京巨蛋的動員人數，達到了6萬7千名觀眾的人次，其中以UWF的招牌選手高田延彥挑戰武藤的IWGP重量級冠軍腰帶最為矚目，身為新日本代表的武藤在高田這不同於摔角技巧的格鬥類型陷入一番苦戰，而在賽中意外使出的反擊招式『龍捲腳』竟成為武藤在此戰中反敗為勝的關鍵，在此之戰後武藤不僅保住了新日本的招牌IWGP腰帶，更將「龍捲腳&足部四字固定」融入自己的摔角風格中，成為武藤敬司比賽的勝利方程式。
在1995年開始飛黃騰達的武藤敬司並首次得到日本大賞的『年度MVP』殊榮。

### NWO時期
1996年，因與新日本公司理念不同而轉為反派的蝶野正洋成立『nWo Japan』團體並邀請武藤敬司加入但遭到拒絕。而蝶野為拉攏武藤這人氣選手更是無所不用其極，利用比賽勝負、號招nWo選手出場幫助、甚至自稱武藤已經靠攏nWo一方…等等，但武藤礙於選手形象則是採取未表態反應，因而達到讓粉絲津津樂道的話題性，在之後則是以反派分身MUTA正式加入同為反派的nWo Japan，而在MUTA加入nWo的這段期間，武藤則完全不以屬於正面形象的「武藤敬司」露臉，改自稱為nWo MUTA，並在臉上塗抹nWo彩繪字樣。
1997年9月23日，在與nWo統帥蝶野正洋搭檔和正規軍的佐佐木健介&山崎一夫對戰時，比賽中搭檔蝶野正洋招式誤擊MUTA，讓MUTA憤而當場離開比賽擂台，並出乎大家意料的以武藤敬司本尊回歸，連屬於正面形象的「武藤敬司」也完完全全的染黑。
nWo JAPAN在當時的火紅程度，幾乎人手一件黑酷帥勁的「nWo」T恤可謂之國民T恤，而這社會現象級的流行趨勢也讓新日本僅靠nWo JAPAN就能賺進上億圓的商機。
1998年因膝傷手術後的武藤穿著印有「Nature Born Master」（天生的大師）的T恤復出，自此NBM這稱號也不脛而走。而在此時身為nWo統領的蝶野也因頸傷而決定長期休息，於是武藤便順理成章的代理了nWo Japan，由武藤代理的nWo Japan與蝶野時期有了改變，武藤較注重於一對一的正統比賽勝負，讓稱之為反派的nWo有了不同的變化。
1999年1月4日新日本例行的東京巨蛋試合，在這天武藤打敗同為nWo隊員的史考特·諾頓（スコット·ノートン）二度取得IWGP冠軍頭銜，而在此年
蝶野也另外組成TEAM 2000軍團復歸並與武藤正式決裂，身為IWGP重量級冠軍王者並且又是nWo軍團領導人，並與蝶野帶起了一連串話題性十足的黑對黑軍團抗爭，武藤敬司非常活躍在1999年，也因此同年再度得到日本大賞的『年度MVP』殊榮，而與天龍源一郎進行的IWGP腰帶防衛戰也得到評審團給予『年度最佳試合』的評價。
而與蝶野TEAM 2000經過一整年的抗爭後，最後於2000年1月4日的一對一單打試合中敗給蝶野使得nWo Japan解散，但這只是公司安排的一個政策（主要原因是與擁有nWo相關權利的WCW的合約到期的緣故）。同年6月受到WCW的邀請，以MUTA分身前往美國比賽。因為與WCW高層的觀念不合，當年比賽完即返國，並參加12月31日的「豬木祭」大賽。在當天與高田延彥做「只限一夜」的搭檔時，突然以光頭的造型登場而造成話題，而這光頭造型也一直持續到現在。據他自己的說法，會將頭髮剃光一方面是受到某些光頭選手如Stone Cold Steve Austin帥氣的光頭外型所影響；另一方面主要是因為他的地中海型禿頭日漸嚴重。而武藤的新光頭造型曾發生把他自己的小孩嚇哭的趣事。

### 全日本參戰、史上第一位六冠王
武藤在2001年1月回到新日本，隨即受到全日本的邀請參加「巨人馬場三回忌追悼興行」的比賽。在這場比賽中他首次使出了自創的知名必殺技「閃光魔術」。這個招式後來不但在日本流行，在美國等地也十分風行，許多職業摔角選手也學習他這個招式並且發展出各種變形。自此所有以膝蓋為跳台的招式都稱為閃光式，
2月與新崎人生、敦富萊（Don Frye）、太陽蓋亞（太陽ケア）、馳浩等人組成了跨團體的組合「BATT」（Bad Ass Translate Trading的縮寫）
在這一年，武藤再度創造另一個高峰，首度跨聯盟挑戰全日本的至寶「三冠重量級王座」以及「世界雙打王座」，以及和隊友太陽蓋亞取得新日本「IWGP重量級雙打」腰帶，是日本摔角史上首次跨聯盟集六條腰帶於一身的選手，並在12月時再度與隊友太陽蓋亞贏得全日本聯盟的「世界最強雙打系列賽」冠軍（只有頭銜無腰帶），堂堂正正的稱之為「史上第一七冠王」，也因此三度獲選為日本職業摔角大賞的『年度MVP』。
同年的8月19日，在宮城縣仙台市由陸奧職業摔角團體舉辦的比賽中，首度以另一分身「黑使無雙」（後改名為黑師無雙）出場。常簡稱為「黑師」。

### 全日本入團

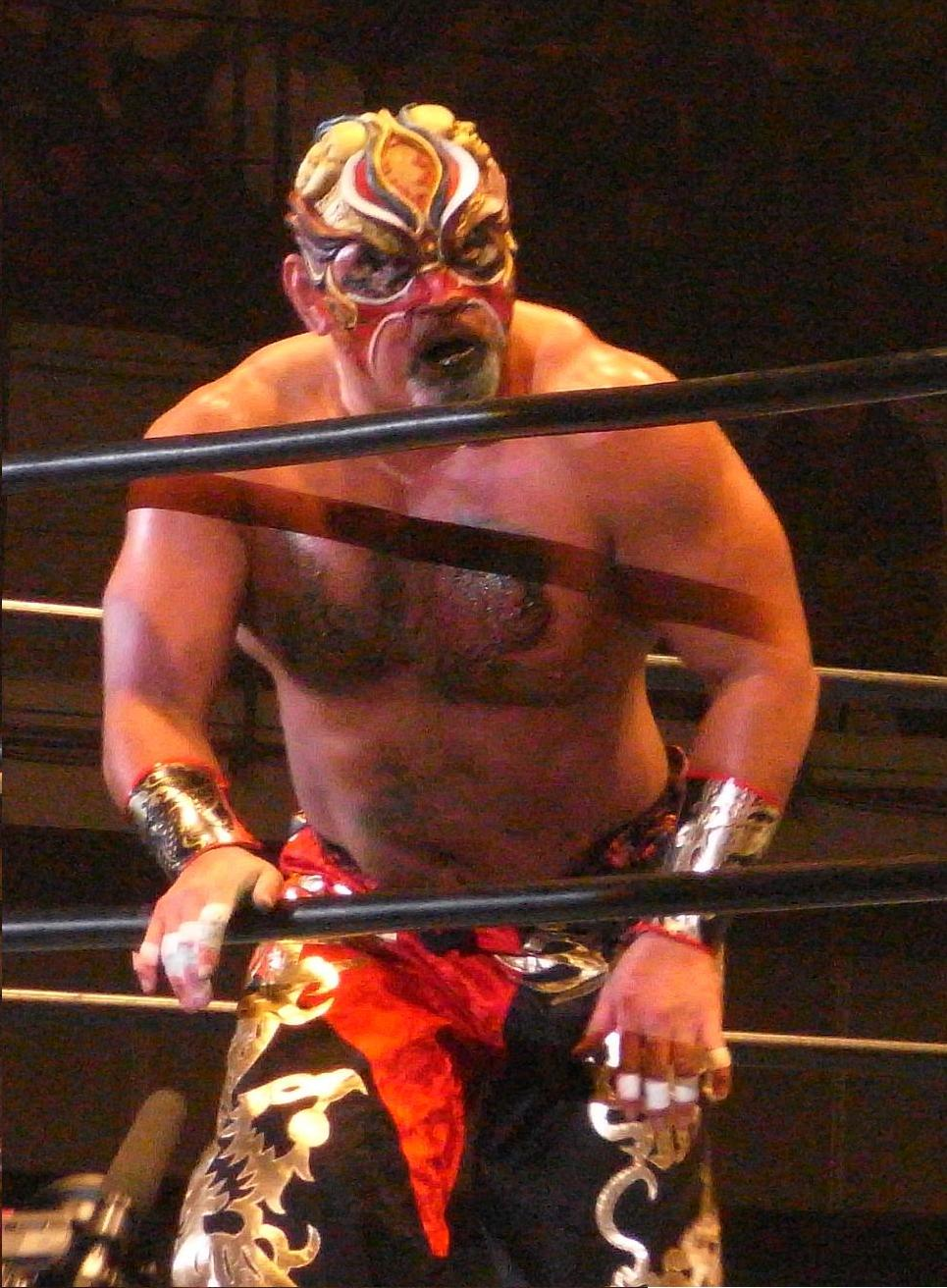
化身為Great Muta的武藤敬司。2009年11月，國立臺灣大學綜合體育館。

由於對新日本漸漸走向「綜合格鬥技」路線的不滿，加上當時全日本董事長馬場元子（創辦人巨人馬場的遺孀）的邀請，武藤於2002年1月31日宣布離開新日本，2月26日宣布加入全日本，在10月接下全日本職業摔角公司社長。隨後買下馬場元子所有全日本的股票，於2003年9月20日正式擔任全日本的董事長。
掌握全日本的武藤，面對當時逐漸黯淡的職業摔角市場，積極地與其它團體交流，2003年與盟友橋本真也所帶領的ZERO-ONE宣戰，展開激烈的全面抗爭，同年也與潮流服飾品牌BAPE聯合舉辦「BAPE STA!! PROWRESTLING ZEPP TOUR」，並化身The Apeman Platinum。2004年1月4日，與鮑伯薩布（Bob Sapp）搭檔到新日本參加雙打比賽，回到闊別兩年的新日本擂臺。2月29日，與景仰他已久的大森隆男對戰。7月10日，在NOAH東京巨蛋大會與另一知名職業摔角的「天才」，也是NOAH的中心人物三澤光晴進行雙打比賽。10月31日，在出道20週年紀念賽邀請三澤光晴當搭檔，對抗佐佐木健介及馳浩。
雖然摔角迷一直很期待，不過至今這兩位號稱職業摔角的「天才」仍沒有正式一對一單打過。
2005年1月4日再次出場新日本的巨蛋大會，同年與前相撲橫綱的曙搭檔參加全日本最強雙打賽事，贏得當年日本職業摔角大賞的『最優秀雙打』。
2007年1月4日全日本與新日本在東京巨蛋共同舉辦『摔角王國』大會，1月12日，武藤首度遠征歐洲，以MUTA分身在英國倫敦與RQW冠軍Martin Stone對壘，最終贏得勝利。
由於在國外的戰績輝煌，武藤在外籍職業摔角手中也擁有許多支持者，這些人都尊稱他為職業摔角大師（Prowrestling Master）。
2008年4月27日在新日本大阪大會上，擊敗第48代IWGP冠軍中邑真輔，奪得睽違9年的IWGP冠軍腰帶，期間不斷擊破新世代的選手，豎立世代交替的高牆，同年也以MUTA身分持有三冠王頭銜，同時持有兩大單打頭銜的武藤，第四度獲選日本職業摔角大賞的『年度MVP』，同年，全日本首度在台灣舉辦賽事。
2009年1月4日在東京巨蛋由新日本舉辦的摔角王國3與棚橋弘至進行第5度的防衛，連番激戰結果由新日本的棚橋奪回IWGP腰帶，3月14日高山善廣擊敗MUTA成為第39代三冠王者，8月30日舉辦出道25周年的比賽，當天與同期的船木誠勝搭檔，進行與蝶野正洋、鈴木實的雙打比賽。同年，由於三澤光晴選手於比賽中不幸往生，9月27日武藤再度踏上NOAH的擂台，與全日四天王之一的小橋建太選手進行初次對決，之後10月12日在蝶野正洋出道25周年的比賽中，與同為三勇士的蝶野正洋以及四天王的小橋建太集結對抗第三世代的選手。
2010年4月5日，由於膝傷的手術，武藤全日本入團後，首次進行長期的休養，在9月10日重返擂台，並於20日發表減重計畫挑戰『世界次重量級』的頭銜，最後在1個月內達成了減重10公斤的目標，進行了次重量級的頭銜賽。
2011年6月7日，發生選手平井伸和遭毆，導致硬腦膜下血腫的負面事件，武藤因此引咎辭去社長一職，以選手身分活躍於擂台，8月27日在震災慈善的All Together大會中，與鐵人小橋建太組成雙打，這場比賽也獲選日本職業摔角大賞的『年度最佳比賽』。

### 全日本退團、成立WRESTLE-1
2012年11月面對龐大的債務危機，武藤敬司出售全日本的股份，全日本摔角易手由SP社經營，武藤敬司仍續任董事會主席，但武藤與業主白石伸生的歧見愈深，2013年5月31日武藤宣布辭去全日本職業摔角董事會主席一職並解除選手合約，離開經營10年的全日本職業摔角。次日，全日本10餘名現役選手及數名行政人員，亦跟隨武藤退出全日本。
2013年7月10日，武藤敬司領著全日本退團的選手，宣布成立摔角團體WRESTLE-1。
2020年4月1日，WRESTLE-1解散，旗下所有的選手解除合約。武藤以自由選手身份參加NOAH團體比賽。2021年2月12日，武藤以58歲的高齡在NOAH成功奪取潮崎豪所擁有的GHC重量級冠軍頭銜，為繼高山善廣和佐佐木健介之後，第3位在生涯中奪過日本摔角三大團體——新日本、全日本和NOAH——的重量級單打冠軍頭銜（IWGP、三冠王和GHC）的選手。

### 職業摔角NOAH、引退後
2021年2月15日，正式入團NOAH成為所屬選手。同年11月13日，與搭檔丸藤正道奪得第57代GHC雙打冠軍頭銜，是繼高山善廣之後，第2位在生涯中曾經奪取過三大團體的重量級雙打冠軍的選手。
2021年2月12日，武藤與潮崎豪進行的GHC重量級單打王座戰，這場比賽也經由評審團票選為2021年日本職業摔角大賞「年度最佳試合」。這也是武藤敬司個人選手生涯中，相隔10年後第3次獲得此榮譽。
2022年2月8日，宣佈因左髖關節唇受傷，將長期欠場而繳回GHC雙打腰帶。同年9月7日記者會宣布將在翌年2月21日的NOAH東京巨蛋賽事中引退，而反派角色「愚零鬪武多」將在同年1月22日於的橫濱競技場大會引退。
2023年3月15日（日本時間3月16日），美國摔角團體WWE正式宣布武藤敬司以The Great Muta的身份入選WWE名人堂，成為史上第4位獲得此殊榮的日本籍摔角選手
- 註※武藤和Muta的身份都沒有登上過WWE的比賽，2001年3月WCW已被WWF（現WWE）收購

## 頭銜

### 海外
NWA
- NWA佛羅里達重量級第114屆冠軍（這是他獲得的第一個職業摔角冠軍頭銜）。
- NWA（WCW）世界電視第12屆冠軍。
- NWA世界重量級第76屆冠軍。

WWC
- WWC第7屆電視冠軍。
- WWC波多黎各冠軍。

WCW
- WCW世界雙打冠軍：搭檔為吸血鬼（Vampire）。

### 日本
全日本職業摔角
- 三冠重量級王座：
  - 第27代
  - 30代、38代（以MUTA身分）
- 世界雙打王座：
  - 第45代，搭檔太陽蓋亞
  - 第48代，搭檔為嵐
  - 第59代，搭檔Kenso（以MUTA身分）
- F-1雙打王座：
  - 初代（搭檔神奈月）
- 冠軍嘉年華：
  - 2002年、2004年、2007年，皆優勝
- 世界最強雙打決定戰：
  - 2001年優勝，搭檔太陽蓋亞
  - 2007年優勝，搭檔喬都林格
  - 2009年優勝，搭檔船木誠勝

新日本職業摔角
- IWGP重量級王座：
  - 第13、17、24、49代
- IWGP雙打王座：
  - 第4代，搭檔越中詩郎
  - 第12與33代，搭檔蝶野正洋
  - 第17與24代，搭檔馳浩
  - 第42代，搭檔太陽蓋亞
- Greatest 18 Club王座：
  - 第2屆
- G1 Climax：
  - 1995年優勝
- 超級雙打聯盟（Super Grade Tag League）：
  - 1993年與1994年優勝，搭檔馳浩
  - 1997年優勝，搭檔蝶野正洋
- 1998年優勝，搭檔小島聰
- G1 Climax雙打聯盟：
  - 1999年優勝，搭檔史考特·諾頓

NOAH職業摔角
- GHC重量級王座：
  - 第34代
- GHC雙打王座：
  - 第57代，搭檔丸藤正道（2021年11月13日）

職業摔角大賞
- 1986年職業摔角大賞
  - 新人賞
- 1989年職業摔角大賞
  - 特別功勞賞
- 1990年職業摔角大賞
  - 最優秀雙打組合賞（搭檔蝶野正洋）
- 1995年職業摔角大賞
  - 最優秀選手賞
- 1998年職業摔角大賞
  - 殊勲賞（另與冬木弘道一起得獎）
- 1999年職業摔角大賞
  - 最優秀選手賞、最佳比賽賞（5月3日，對決天龍源一郎）
- 2001年職業摔角大賞
  - 最優秀選手賞
- 2005年職業摔角大賞
  - 最優秀雙打組合賞（搭檔曙；另與日高郁人及藤田ミノル組合一起得獎）
- 2008年職業摔角大賞
  - 最優秀選手賞
- 2011年職業摔角大賞
  - 最佳比賽賞（8月27日，搭檔小橋建太，對決矢野通搭檔飯塚高史）
- 2021年職業摔角大賞
  - 最佳比賽賞（2月12日，對決潮崎豪）
- 2023年職業摔角大賞
  - 最佳比賽賞（1月1日，對決中邑真輔）（以MUTA身分）

日本職業運動大獎
- 2022年運動功勞者文部科學大臣顯彰

## 拿手招式
武藤對招式的使用有其固執堅持，也就是說，他是一位對於每一個招式都十分慎重對待的選手。除了創造出如「月面水爆」、「閃光魔術」等具代表性的新招式外，也會將許多選手們的拿手招式如藤波辰爾的「飛龍螺旋」等招式加以改良，形成自己個人的「美學」。
也因此，他十分厭惡毫無技術可言的招式，因為這樣等於不把花錢買票看比賽的觀眾放在眼裡，所以他曾公開嚴厲地批評越中詩郎的「俯衝式臀部撞擊」是「連我兒子都會」。另外，他也對金臂勾這招式有「那個啊，只是把手臂橫起來而已」這樣的酷評。整體而言，武藤的招式特徵在於他提高與強調出動作快慢緩急間的差別。出招時像是會在空中停滯一下，可是卻突然加速，以速度造成強大的破壞。
閃光魔術（Shining Wizard）
武藤敬司的代表招式。當對手受擊而單膝跪地的瞬間，踩上未著地的膝蓋等部位，然後跳起膝蓋攻擊對方的頭部。由於這個招式十分華麗性，撞擊力與表演性也非常高，所以其他選手也紛紛模仿，而包括武藤自己也發展出各種不同的版本。
當初這招式出現後就公開徵求名稱，最後訂為「閃光魔術」則因為「閃光」代表快到讓對手來不及反應的動作，而「魔術」則是來自於「超越天才的魔術師」。
初期的版本和現在有些微妙的差距。早期是將膝蓋由下往上朝著對手臉部正面撞擊，但是這招式既不美觀又很危險。經過不斷修正後就成了現在用膝蓋內側，從外側迴旋掃擊頭部的版本。以單膝著地的對手的膝蓋當踏板是最常見的版本，另外還有許多變化：
- 對對手倚靠在角柱的穿刺式
- 衝上坐在角柱的對手
- 以肩膀當踏板
- 以做後腰橋動作的搭檔的腹部當踏板
- 搭檔將對手扛在肩上，從角柱上跳下攻擊（閃耀衝擊）
- 攻擊站立的對手（原地跳躍式）
- 反制炸彈摔

當武藤化身MUTA或是黑師無雙時，此招則是以「閃光妖術」稱呼之。
月面水爆、後空翻落下（Moonsault Press）
以看不出是重量級選手的敏捷身手，快速地衝上角柱頂，然後以後空翻的方式跳下並旋轉270度後壓制對手的招式。武藤從新人時就一直喜歡用此招當作必殺技（首次使用是1985年對戰船木誠勝）。和其他使用同樣招式的選手比起來，武藤整個後空翻的軌道十分地與眾不同。此招式需要有強韌的腿部肌肉，對膝關節造成的負荷也很重。但是因為實在是太華麗，於是在美國WCW時常常使用，結果造成膝蓋幾乎變形而使得現在已經很少用此招。不過武藤仍會重要比賽的關鍵時刻使用「月面水爆」來做終結技。
舒密特折背式（Schmidt Backbreaker）
正面用勾抱住對手的肩膀與跨下然後舉起，然後將對手轉成與擂臺平行時地，將對手背部朝自己的膝蓋撞擊。一般使用此招連結「月面水爆」。
龍捲腳、飛龍螺旋（Dragon Screw）
抓住對手的腿然後用力扭轉，使被強迫扭轉的膝蓋關節受到破壞。若受招者在未提防的情況下受招可能會使膝蓋韌帶受傷。是個危險的招式。
事實上，1995年10月高田延彥在東京巨蛋大會上即受到武藤的這個招式而使得膝蓋受傷，不得不長期離開擂臺休養。這招是從創始者藤波辰爾那裡繼承來的。飛龍螺旋一般來說是拿來當聯繫招式，但武藤卻開發出的將對手從坐在角柱頂再扭轉摔下的「雪崩式飛龍螺旋」就破壞力十足，就算只中一次也能造成極大的傷害。
而且受到「雪崩式飛龍螺旋」攻擊的對手的背也會重重摔在擂臺上，因此除了膝蓋之外，也能對身體造成強力的傷害，以舞台效果來說，不管是出招者或受招者的動作都很大，能夠炒熱比賽現場的氣氛，因而許多選手也喜歡使用此招。而武藤敬司在加入全日本職業摔角之後，更使出許多讓對手難以受身，非常危險的變化型：
- 向身體外側旋轉的逆迴轉式
- 在場外對擂台邊緣的對手使出的場外式
- 在擂台內對要跨越繩索進入擂台的對手使出的繩索式
- 將對手腳部架在鐵柵欄使出的鐵柵欄式
- 以倒立後拋摔姿勢舉起對手，並將其上半身架在繩索，並扭轉頸部的「頸部螺旋」

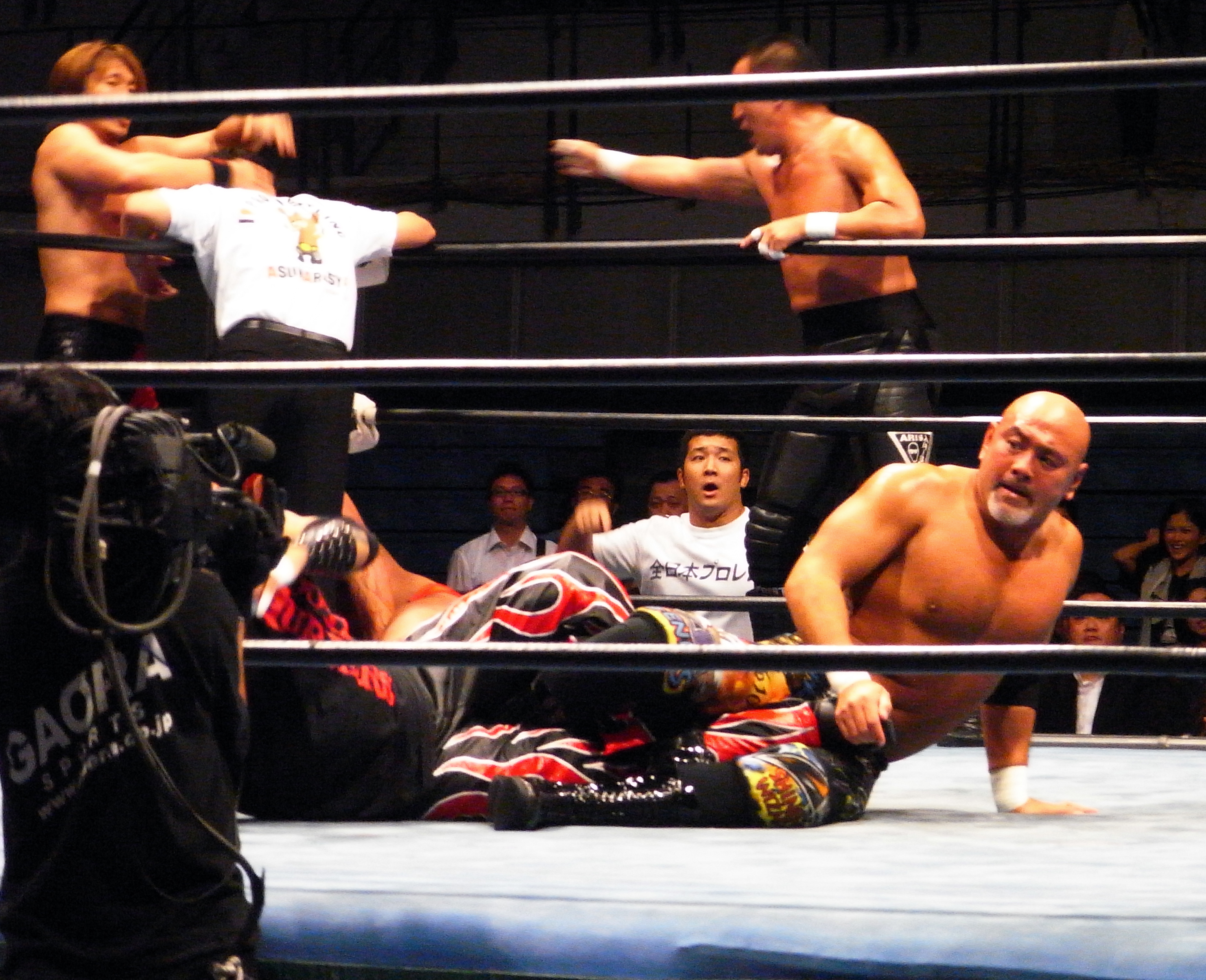
施展腿部四字固定技的武藤敬司（面對鏡頭者）。2009年11月，國立臺灣大學綜合體育館。

足部四字固定
可列入為職業摔角史上最古老的關節技之一。1995年10月在「龍捲腳」後接著使用此招使得高田延彥投降的這場比賽，讓這個招式以必殺技的姿態再度復活。其他的選手大部份都是幾以招當聯繫招式，武藤則是將這招變成必殺技中。足部四字固定也是武藤所尊敬的Ric Flair的拿手招式。
（低空）雙腿飛踢（Drop Kick）、飛彈踢（Missle Kick）
武藤為了使出腿部四字固定常先用低空雙腿飛踢攻擊膝蓋。在雙打賽中常與搭檔用一般雙腿飛踢來連續攻擊對手的膝蓋，另外為了能使出「閃光魔術」也常用低空雙腿飛踢逼迫對手單膝著地。因此低空雙腿飛踢是武藤的連續招式中很重要的招式。
夾頭翻摔、頭腳剪翻摔（Frankensteiner）
跳起用雙腿將對方的頸部夾住，再將自己的身體往反方向翻轉，以使對手的頭部撞擊擂臺地板的招式。武藤則常使出讓對手坐在角柱上再如法摔下的雪崩式，或是在被對手要使用炸彈摔，於身體被舉到最高點時的反制招式。在以MUTA出現時也會先噴毒霧然後出招。雖然有不少重量級選手使用此招，但是以他的速度和動作最為優秀，這招之後可以連結「腕部逆十字固定」。
毒霧
MUTA與黑師無雙的代表招式。從口中噴出霧狀的有色液體的招式。除了用來表演以外，也可噴向對手使得對手看不清楚，拿來反制炸彈摔也很有用。MUTA的毒霧顏色以紅、綠兩色為主，黑師則是用黑色。有關毒霧的做法外界的猜測很多，而成分恐怕只有武藤本人才知道。
一種說法是事前先在舌頭上著色，或者是在口中含著液體。但是在比賽前通常還會說話，比賽時也不可能喝水或它東西，所以都不太可能；實在是個像謎一樣的的招式。不過曾經在他噴完毒霧後看見嘴裡掉出來一個像袋子的東西。
念佛炸彈摔
黑師的必殺技。做出念佛的動作後使出的炸彈摔。一般認為這表演招式是新崎人生（白使）首創的；當黑白兩人搭檔雙打時，同時向對手使出念佛的炸彈摔會讓現場觀眾為之瘋狂。
閃電肘擊（Flashing Elbow）
又稱為強肘擊（Driving Elbow），以閃電般的速度向已倒地的對手使出肘擊，快到甚至連倒地的對手都看不見。MUTA也會用這招。雖然不是必殺技，但是因為具有武藤獨特的節奏感，所以是很能製造氣氛的招式。著名的職業摔角播報員[[]]是命名此招為「閃電肘擊」的人，WWE的摔角選手The Rock的People's Elbow被認為是參考此招式而來的（Rock曾說他崇拜MUTA，而武藤早自1986年Space Lone Wolf角色時期即在擂台上使用Flashing Elbow，包括之後以Muta身分在美國參戰都有使用。The Rock是1996年加入WWF，開發People's Elbow的時間則在加入NOD即1997年以後，晚了武藤的Flashing Elbow10年以上）。而棚橋弘至曾根據此招創出先跳高然後再落下以「閃電肘擊」攻擊的「青天井肘擊」。
側空翻肘擊（Space Rolling Elbow）連接顏面落下技（Face Crusher）
即以他當時的擂臺名Space Lone Wolf所取名的，而且也因為動作就像在太空中失去重力的狀態。算好距離後向角柱上的對手開始助跑，接著開始側手翻，然後藉著翻轉慣性的力量，背朝對方跳起，向胸口使出肘擊，再順勢跳起壓住對手後腦將其臉部砸向擂臺。在過去的比賽中盤是不是不可或缺的招式；但是因為此招對膝蓋負擔太大，也容易被識破（例如用金臂勾反擊），所以最近此招與月面水爆一樣，很少在使用了。
飛龍原爆固定（Dragon Suplex Hold）
武藤在穿紅短褲時期的拿手招式。因為在阻止橋本真也第10次衛冕IWGP王座腰帶時用了此招而斷了8顆牙，所以不再使用。近年則是膝蓋舊傷惡化的緣故所以沒有使用。
胴絞式飛龍鎖頸技（Dragon Sleeper）
躺在地上用自己的雙腳纏繞住對方的身體然後雙手使出飛龍鎖頸技。
反式印地安死亡鎖（Reverse Idian Deathlock）
將伏在地上的對手雙腳交叉，再將自己的單腳勾上去鎖死，然後身體往後倒，同時損害對手雙腳的招式。MUTA會接者使出鐮刀固定。此外這也是豬木的拿手招式。
鐮刀固定（Muta式固定）
從反式印地安死亡鎖的姿勢，然後用雙手鎖住對手的下巴，朝背後以後腰橋的姿勢拉扯。
回馬踢擊、轉身迴旋踢（Rolling Savate）
跳起後扭腰轉身，接著朝對手的胸口或脖子踹踢。在美國本來是很少見的招式，但自從他用過後就大受歡迎。最近因為膝傷所以很少使用，就算使出來也頂多踢到腹部。
STF（Step over Toe hold with Face lock ）
在地板上先用小腿鎖住對手的腳踝再以雙臂鎖住對手的臉。一般對此招印象較深刻的是蝶野的必殺技，但武藤在比賽中盤時也常使用。
折指式腕部逆十字固定
在使用腕部逆十字固定的同時折痛對手的手指，是既殘酷又危險的招式。不說也知道這是MUTA會用的招式。
拜佛彼岸度
美式摔角中的「Old School」，武藤以黑師無雙角色時會使用的招式。

## 各種分身
Great Muta（愚零鬪武多）
Great Muta是於1989年1月由當時武藤在WCW的經紀人蓋瑞·哈特（Gary Hart）的所設計的一個以忍者為基礎的造型。哈特曾經創造出「花面大帝」（Great Kabuki）這個角色，因此這角色是設定為花面大帝的兒子；不過實際生活中兩人毫無血緣關係。兩人在擂臺上的互動則有兩場比賽：1993年父子對決，1998年父子組成雙打搭檔。其實一哈特開始是將其取名為「武藤大帝」（Great Mutou），但是因為外國人不太會讀「Mutou」的音，所以武藤自己便將其改為較好發音的「Muta」。另一種說法是WCW在當地播出時，字幕誤打成「Great Muta」，所以就一直將錯就錯下來。但是因為這角色實際上還是指日本的「Great Mutou」，所以該角色Muta雖然設定上應該只說英語，但是武藤偶而還是會忘記而也說起日語。
因為Great Muta的日語發音（Gureto Muta）與漢字「愚零鬪武多」的日語發音相似，因此也用「愚零鬪武多」。尤其在服裝上常可以看到這五個漢字。另外有趣的是，在國外一般英譯他的名字為「Keiji Mutoh」而不是「Keiji Mutou」。
為了看起來很華麗，Muta本來是在臉上塗滿彩繪，但是自從武藤改光頭造型後便暫時將Muta這角色給封了起來；後來則以毒蜘蛛為主題，配上電影特效用的橡膠面具與彩繪而使Muta再度復活。不用Muta的時候，武藤便以「黑使（師）無雙」的身份登場。Muta這角色的攻擊風格就是設定為非常反派，因此毒霧、凶器、犯規攻擊十分頻繁，還有武藤自身的華麗招式。
Muta幾乎場場比賽都會見血。曾有一次當時還是武藤的未婚妻，帶著雙親到現場看Muta這樣的比賽，結果他們差點決定不把女兒嫁給武藤。
曾有選手偽裝成Great Muta。偽裝者於2002年10月在新日本的擂臺首度登場，在2004年11月也在全日本的擂臺出現。武藤敬司本人十分討厭偽裝的Muta，在全日本那次對決後就決定以Great Muta的身份出現來正面對決偽裝者並摧毀對方。現在偽裝者已把面具脫掉，以本來的面目Johnny "The Bull" Stamboli比賽（不過據了解當時Stamboli還在WWE比賽，因此在新日登場的偽裝者可能另有其人。有人猜測可能是新日本的選手Dan Devine。
此外，也有其他選手發展出其他版本，如前Kings Road的宮本和志的Great Kazushi、大仁田厚的Great Nita、小島聰的愚零斗孤士（Great Koji）、TARU的Great Ruta、曙的Great Bono和Bono虎面、吉江豐的具冷鬥油太（Great Yuta）、竹村豪氏的Great Take等，另外還有花面大帝自己帶出的新人Kabuki Seat。然而真正屬花面大帝「直系」的角色只有Muta、Yuta、Take、及Kabuki Seat裡的那三個人。
如上所述，Muta在美國十分受歡迎，和巨人馬場一樣是「在美國摔角界真正成功的日本摔角選手」，而在人氣與知名度上可說是日籍摔角手中最頂尖的。
在過去比賽中，有兩次武藤曾中途退場變成Muta再回到場中繼續比賽（1994年4月、1997年3月）；有一次Muta退場變身為武藤（1997年9月）。
黑師（使）無雙
武藤敬司的另一化身，但是很少出現。2001年8月19日在宮城縣仙台市新世界網球俱樂部的戶外停車場設立的特別擂臺，由陸奧職業摔角團體舉辦的「LOVE陸奧」仙台大會中，和白使（新崎人生）搭檔首度登場，最後以「月面水爆」擊敗HIRO齊藤與後藤達俊的組合拿下勝利。2002年5月1日首度在全日本亮相，和白使搭檔以「閃光魔術」擊敗愚零鬥孤士與George Hines。
除了武藤本身的絕招與毒霧之外，也會使用白使的「念佛炸彈摔」、「拜佛過江」等招式。儘管膝蓋受傷，但是像賭氣般地使用「拜佛過江」的招式，不過也如預期地成功。
此外，在新日本時代是用「黑使無雙」這個擂臺名，跳槽到全日本後則改為「黑師無雙」。
這角色的靈感來自於白使，與武藤所喜歡的麻將牌面「國士無雙」。與白使不同的是，黑師身上寫的不是經文，而是寫上如「Pro-wres Love」之類的英文字句。
白忍者（White Ninja）
在佛羅里達及新日本早期時候用的角色。
超級忍者（Super Black Ninja）
在波多黎各打WWC比賽時用的。
星際孤狼（Space Lone Wolf）
第一次海外修行回到新日本時用的擂臺名，用沒多久即放棄。

## 入場曲（主題曲）
「鬪魂三銃士」的其他兩位成員及「四天王」的入場曲都是固定不變的，但是武藤與他們不同，他的入場曲常常頻繁地更改。然而，事實證明，摔角迷大都認為這樣的作風給職業摔角界帶來極大的影響，這大概是武藤被稱為「天才」的原因之一。
| 曲名（原文）        | 曲名（翻譯）     | 作曲者／演奏者                   | 備註 |
| ------------------- | ---------------- | -------------------------------- | --- |
| 武藤敬司            |                  |                                  | |
|                     | 冠軍之鷹         | 香港EXPLOSION                    | |
| THE FINAL COUNTDOWN | 最後倒數         | EUROPE                           | |
| HOLD OUT            | 堅持             | 鈴木修                           | 於1990年2月至1995年9月間使用。用橋本常開玩笑說的「Muta先生是禿頭……」來寫的詼諧主題曲。                        |
| TRIUMPH             | 凱旋曲           | André Andersen（Royal Hunt樂團） | 1995年9月至1997年9月間使用。1996年秋季之後在重要比賽裡會演奏完全版本。                                        |
| nWo TRIUMPH         | nWo凱旋曲        | N.J.P. Unit                      | 1998年1月至2000年1月間使用。                                                                                  |
| OUTBREAK            | 爆發             | N.J.P. Unit                      | 2000年12月至2002年6月間使用。                                                                                 |
| TRANS MAGIC         | 變換魔術         | 作曲：VEN 演奏：HEART BLOW       | 2002年7月開始使用。於前奏之後，混入史帝夫·奧斯汀的入場曲及類似玻璃破碎的聲音。                                |
| 閃光魔術            | 閃光魔術         | 伍佰                             | 只有在2008年在台灣比賽時使用。武藤本人同時參與該樂曲MV之演出。                                                |
| SYMBOL              | 象徵             | 鈴木修                           | 於2009年9月開始使用。                                                                                         |
| Great Muta          |                  |                                  | |
| MUTA                | MUTA             | 鈴木修                           | 《HOLD OUT》的日式風格改編曲。主要於1990-1995年間使用。                                                       |
| 愚零闘武多協奏曲    | 愚零闘武多協奏曲 | N.J.P. Unit                      | 《TRIUMPH》的日式風格改編曲。主要於1996-1999年間使用；最近亦常使用。                                          |
|                     | MUTA摩天樓       | N.J.P. Unit                      | 於2000年4月的東京巨蛋大會與5月的福岡巨蛋大會中使用。                                                          |
|                     | MUTA贊美華       | （不詳）                         | 2002年開始使用。                                                                                              |
| 黑師（使）無雙      |                  |                                  | |
|                     | 黒使無双         | 伍佰                             | 2001年8月19日陸奧摔角大會黑使無雙初登場時使用台灣歌手伍佰所寫的曲子。後來伍佰將之改寫成《王道》在專輯中發表。 |
|                     | 黑師戲曲         | （不詳）                         | |

## 戲劇演出
武藤曾經應公司的要求或是邀請，在一些電影與電視劇裡擔任主角或客串演出。
| 原文片名 | 中譯片名              | 發行年份                  | 發行公司                                 | 飾演角色             |
| -------- | --------------------- | ------------------------- | ---------------------------------------- | -------------------- |
| 電影     |                       |                           |                                          |                      |
|          | 光之女                | 1987年                    | 東寶                                     | 男主角：松波仙作     |
|          | 爆米花之戀            | 1990年                    | BANDAI                                   | 客串：穿紅衣服的男人 |
|          | 妖獸傳說DRAGON BLUE   | 1996年                    | GAGA Communications                      | 男主角：             |
|          |                       | 2003年                    |                                          |                      |
| 力道山   | 力道山                | 2004年（韓） 2006年（日） | SIDUS PICTURES（韓） SONY PICTURES（日） | 配角：               |
|          | 不良少年的夢          | 2005年                    | Cinema Star Film                         | 配角：山口芳之       |
| 電視劇   |                       |                           |                                          |                      |
|          | 每次都造成騷動        | 1987年                    | 東京放送（TBS）                          |                      |
|          | 武藏                  | 2003年                    | 日本放送協會（NHK）                      | 配角：阿巖           |
| 第四巻   | 西遊記 第四集         | 2006年                    | 富士電視                                 | 配角：岩傑           |
| V電影    |                       |                           |                                          |                      |
|          | 破產迴避專家 審判的錢 | 2002年                    | GP Museum                                |                      |
|          | 北海之虎·望鄉         | 2003年                    | 東映                                     | 男主角：             |
|          | 自豪的大野心          | 2005年                    |                                          | 配角：内田組組長     |

## 外部連結
- 武藤社長日記（部落格） （页面存档备份，存于）（日語）
- 武藤塾（日語）
- Great Muta Tribute （页面存档备份，存于）：置於YouTube上的影片，背景音樂即為《愚零闘武多協奏曲》。影片中可以看到Great Muta詭異的打扮及彩繪，及側空翻肘擊、雪崩式腳剪頭翻摔、毒霧、飛彈踢、轉身迴旋踢、閃光肘擊、月面水爆等招式。
- Alexziq: Shining Wizard （页面存档备份，存于）：置於YouTube上的影片，亦以Great Muta為主題。影片中可以看到各種變化的閃光魔術，以及月面水爆、閃光肘擊、毒霧等拿手招式。